# Valero Lecha
Valero Lecha (Alcorisa, provincia de Teruel, España; 4 de marzo de 1894 - El Salvador; 20 de agosto de 1976) pintor español. Es considerado por algunos, el padre de la pintura salvadoreña. El importante aporte a la formación de talentos en la pintura de dicho país, le valió en su momento la recepción de diversos reconocimientos como un diploma de parte de la Asociación Amigos de la Cultura; la condecoración "Orden Nacional José Matías Delgado" otorgada por el gobierno salvadoreño así como el doctorado Honoris Causa concedido por la Universidad Centroamericana José Simeón Cañas (UCA).

## Biografía

### Infancia
De origen modesto, se dedica en su niñez a tareas agrícolas en su tierra natal, sobre todo, luego de quedar huérfano de padre a los nueve años. Esto a su vez obligó a la familia a mudarse junto a su madre y hermanos a la casa de sus abuelos maternos. En este momento tiene oportunidad de recibir los mejores estudios académicos, pero los mismos estaban destinados solo a aspirantes a frailes, para lo cual no tenía vocación.

### Juventud
Durante este período, dado los pocos recursos con que contaba su familia, debió dedicarse a tareas que permitieran complementar sus ingresos, entre estas, aprendiz de albañil y pintor de rótulos comerciales.
En 1911, a la edad de 17 años, decide embarcarse en una aventura que lo llevaría a conocer Hispanoamérica. Inicia su travesía partiendo de Barcelona con destino a Buenos Aires, Argentina. Para subsistir se desempeñó en varios oficios: albañil, camarero, carpintero, dependiente, panadero, entre otros. No obstante, nunca olvidó su sueño, y asistió a una academia para ampliar sus conocimientos artísticos. Con el tiempo, se incorporó a una compañía de teatro del gran transformista Leopoldo Frígoli, y después en otras compañías como comedia, zarzuela, revista, ópera y danza. Eventualmente la suerte le favorece, y logra colocarse como ayudante de escenografía en el importantísimo Teatro Colón de la misma ciudad.
Su calidad artística le permite ser contratado durante varios años como escenógrafo en La Habana por diferentes teatros y compañías con las que viajó. En 1916 se trasladó a México y trabajó como escenógrafo de teatro en la Compañía de doña Mercedes Navarro. En una gira que realizó dicha compañía por Centroamérica, conoció las ciudades de Guatemala y San Salvador, en 1920 llega Honduras, coincidiendo esto con la quiebra de la compañía por lo que deja en ese momento el oficio de pintor de telones. Permaneció en Honduras por cuatro años más, debiendo ganarse la vida durante ese tiempo como pintor de casas y profesor de clases privadas de dibujo. Una de sus alumnas, Elidia Martínez, se convierte en su esposa, el 6 de julio de 1924.
Al estallar la guerra en dicho país emigra junto a su esposa hacia El Salvador, donde la pareja procrea a sus cinco hijos: Andrés (1927), Mario (1928), Rosario (1930), Margarita (1936) y Valero (1938).

### Madurez
En San Salvador empieza a pintar casas y alguna decoración de teatro. Ahorró algún dinero y con ello se marchó en1931 a Madrid junto a su esposa e hijos para estudiar bajo la dirección del Académico Cecilio Plá de la Escuela de San Fernando. Tal y como menciona en una autobiografía "La guerra de España me sacó de allí, vine aquí (San Salvador) y fundé la Academia que lleva mi nombre" De ese periodo en España son sus Cuadernos de Madrid, una serie de dibujos sobre papel, trabajo que fue expuesto en el Museo de Arte de El Salvador en el marco de la conmemoración del 40 aniversario de su fallecimiento. La Academia de Dibujo y Pintura "Valero Lecha" estuvo ubicada en la esquina opuesta del Teatro Nacional de San Salvador, de la cual se retiró en 1969, quedándose solamente como asesor y consejero. El edificio fue demolido en 1994 y reconstruido en 1997. 

### Legado
Tras su fallecimiento, su pueblo natal puso su nombre al centro cultural de la localidad. En el marco de la conmemoración del V Centenario de la conquista de América, el investigador de la Universidad de Zaragoza José Luis Pano Gracia inicia una investigación sobre el trabajo del artista en su pueblo natal para después desplazarse a El Salvador. Fruto su investigación se publicó en 1995 el libro "Valero Lecha".  Con motivo del 30 aniversario de su fallecimiento la Sala Nacional de Artes de El Salvador albergó la obra del maestro en la exposición "Valero Lecha. Trazos de Luz" que incluye también, en la entonces sala itinerante del Museo de Antropología David J. Guzmán una selección del trabajo de sus discípulos. Ese mismo año Alcorisa donó un busto del artista a la ciudad de San Salvador que se ubicó el Jardín de las Artes del Teatro Presidente de San Salvador. En 2007 la localidad haría una réplica que se encuentra ubicada en la entrada del parque del “jardín de Rocas” o “parque del lago” de Alcorisa.
Una frase que lo caracterizó fue "Quizás un día ustedes puedan pintar, pero yo viviré desgraciado, porque de mis hijos nadie pintó,la pintura se vive y se lleva en la sangre, es la llave de todas las puertas", sin embargo, su nieta Eli Lecha de Lindo fue una de las fundadoras del Museo de Arte de El Salvador y su presidenta durante varios años.

## Obra y trayectoria

### Indigenismo, raíces y costumbres étnicas (1935 - 1948)
De esta etapa destacan los cuadros:
- Volcareña
- Retrato de Máxima
- Calle Vieja
- Paisaje de la finca vista alegre
- Suburbio de la libertad

### Etapa abstracta (1949 - 1954)
Durante esta etapa, su obra se ve influenciada por los movimientos de vanguardia modernista europea o estadounidense, así como el futurismo italiano y en menor medida del expresionismo alemán. Entre las obras destacadas de esta época, se encuentran:
- Puerto
- Armonía de colores
- Paisaje

### El tema recurrente de los vientos de octubre (1955-1976)
Un tema recurrente en su obra en el período en cuestión fue el tema de los vientos de octubre. Vientos moderados que, tradicionalmente, El Salvador experimentaba en ese mes. Durante el período indicado, Lecha realiza una serie de ocho cuadros en diferentes estilos, siendo la fuente de inspiración, la forma en que el viento movía las ropas de las mujeres de las faldas del volcán de San Salvador.

## Discípulos
Alumnos de su primera generación incluyen a Julia Díaz, Raúl Elas Reyes, Mario Araujo Rajo, Noé Canjura, Miguel Ángel Orellana o Dolores Lorenzana de Hernández. Entre sus discípulos también destacan Rosa Mena Valenzuela, Mario Ernesto Rivas Pineda, José V. Polanco, Mario Araujo Rajo, Augusto y Benjamín Crespín y Titi Escalante.  De su última generación de alumnos en Centro Nacional de Artes también incluyen a Jose Alex Sánchez "El Aleph", Jose Mauricio Mejia, Jose Mario García Portillo, Oscar Mauricio Ceron Chávez, Ana Dinora Preza, Álvaro Rosales o Antonio Mejía, pintor costumbrista, que realiza su carrera en Costa Rica.

## Homenajes
Con motivo del 30 aniversario de la muerte del pintor, se inauguraron sendos bustos en el municipio de San Salvador (El Salvador) en 2006 y en Alcorisa, su ciudad de origen, en 2007.